# Turn- und Spielvereinigung Koblenz 1911
La TuS Koblenz, nom complet, Turn- und Spielvereinigung Koblenz 1911 e. V., és un club de futbol alemany de la ciutat de Coblença, a Renània-Palatinat.

## Palmarès
- Sense títols destacats